# Rumæniens håndboldlandshold (herrer)
Rumæniens herrehåndboldlandshold er det mandlige landshold i håndbold for Rumænien. Landsholdet reguleres af Federația Română de Handbal. Rumænien var i mange årtier en af de mest succesfulde nationer i håndbold med 4 guldmedaljer ved verdensmesterskaberne, og var banebrydende for sportens udvikling. Rumænien har dog ikke vundet en medalje siden 1990 og har i flere omgange ikke kvalificeret sig til hverken VM eller EM. 
Landsholet kvalificerede sig for første gang til en slutrunde i i 13 år, da de gik videre fra deres kvalifikationsgruppe til EM i Tyskland i 2024. I kvalifikationen blev de nummer to efter Østrig og formåede at vinde over både Færøerne og Ukraine. Det var desuden første gang i 28 år, at de havde kvalificeret sig til europamesterskaberne, senest var i 1996.

## Resultater

### Sommer-OL
- 1936: 5. plads
- 1972:  Bronze
- 1976:  Sølv
- 1980:  Bronze
- 1984:  Bronze
- 1992: 7.-plads

### VM
- 1958: 13.-plads
- 1961:  Guld
- 1964:  Guld
- 1967:  Bronze
- 1970:  Guld
- 1974:  Guld
- 1978: 7.-plads
- 1982: 5.-plads
- 1986: 9.-plads
- 1990:  Bronze
- 1993: 10.-plads
- 1995: 10.-plads
- 2009: 15.-plads
- 2011: 19.-plads

### EM
- 1994: 11.-plads
- 1996: 9.-plads
- 2024: Kvalificeret